# 快傑熟女!心配ご無用
『快傑熟女!心配ご無用』（かいけつじゅくじょ しんぱいごむよう）は、1997年4月15日から2000年9月19日まで、TBS系列で全国ネットで放送された人生相談番組である。放送時間は、毎週火曜19:00 - 19:54。

## 概要
様々な悩みを持つ一般女性（時には一般男性の相談も受け付けた）に対し、経験豊富な「熟女」が解決のアドバイスをする番組。息子と超えてはいけない一線を超えた、嫁姑問題、継親子、不倫をやめたいなど、かなり赤裸々な悩みが多かったことも特徴であった。
熟女たちの筆頭だった野村沙知代が自身の不祥事で1999年9月に降板。10月以降からは、山城新伍、若林正人、デーブ・スペクター、大仁田厚などの男性パネラーが加わった。
2000年9月をもって3年半の放送終了。2001年3月22日に特番が放送された。

## 出演者

### 司会者
- 和田アキ子
- 高田純次

### 熟女一覧（女性パネリスト）
太字は故人
- 野村沙知代（脱税や学歴詐称疑惑で1999年9月に降板）
- 上沼恵美子（初期のみ）
- 奈美悦子
- 左幸子[1]
- 淡路恵子
- 安藤和津
- わせなつみ
- 加茂さくら[1]
- 石井苗子
- 加賀まりこ
- 朝丘雪路
- 榊原郁恵[1]
- デヴィ・スカルノ
- 落合信子[2]
- 岡本麗[1]
- 長田渚左[3]
- 柴田理恵
- 李麗仙[1]
- アグネス・チャン[1]
- 小沢遼子[1]
- 赤座美代子[1]
- 今陽子[1]
- 細木数子[1]
- 光本幸子[1]
- 橋田壽賀子
- 山田まりや[1]
- 内海好江（1997年のみ）
- 内海桂子
- 三崎千恵子
- 松居一代
- 島倉千代子
- 林マヤ 他

### 男性パネリスト
- 若林正人
- 大仁田厚
- デーブ・スペクター
- 山城新伍 他

## スポンサーに関して
1999年に野村沙知代の脱税疑惑や学歴詐称の説で、筆頭スポンサーのP&Gが一時期提供クレジットを自粛。その後、P&Gと同じ筆頭スポンサーだった日本リーバ（現在：ユニリーバ）とニトムズも一時期提供クレジットを自粛し、野村降板の9月までは各社扱いのブロックドラッグ（のちにグラクソ・スミスクライン→現在のHeleonジャパン）とデ・ビアスだけになった。また、この年の夏の2時間スペシャル編成時は20:00の『学校へ行こう!』のスポンサー（日本リーバ・P&G他に大塚製薬・カルビー・アース製薬）も自粛された。
コカ・コーラは野村降板と同時期にレギュラー時のスポンサーを降板。野村降板後のこの年の秋に放送された2時間スペシャルでは概ねのスポンサーも提供クレジットも復帰したが、『学校へ行こう!』のスポンサーのコカ・コーラは自粛した。

## パロディ
同番組が放送されていた時期にタモリ倶楽部（テレビ朝日）で「快傑熟カマ!心配ご無用（ゴムも不用）」というパロディ企画が放送された事がある。内容はベテランニューハーフ数名（熟カマ）が相談に応じるというもの。

## エンディングテーマ
- ピリオド/風戸まどか

## スタッフ
- プロデューサー：金田武信
- 構成：上下真三、鶴芳郎、櫻井昭宏、本田水奈子
- ディレクター：宗実隆夫
- 技術協力：テイクシステムズ、ティ・ピー・ブレーン、オムニバス・ジャパン
- 美術協力：CAVIN、俳優座劇場
- 制作：MADWORDS
- 製作：TBS